# ويليام ر. موسر
ويليام ر. موسر (بالإنجليزية: William R. Moser)‏ هو محامي وقاضي وسياسي أمريكي، ولد في 14 أكتوبر 1927، وتوفي في 11 أبريل 2003. حزبياً، نشط في الحزب الديمقراطي. وقد انتخب عضو مجلس ولاية ويسكونسن.